# CNN International
CNN International (CNNI, thương hiệu được quảng bá trên sóng truyền hình thành CNN) là một kênh truyền hình quốc tế được CNN điều hành. CNN International thực hiện các chương trình liên quan đến tin tức trên toàn thế giới; nó hợp tác với kênh mẹ CNN của các phòng tin tức quốc gia và quốc tế. Không giống như kênh chị em của nó, CNN, một dịch vụ đăng ký duy nhất ở Bắc Mỹ chủ yếu được phát sóng từ các studio của CNN ở Thành phố New York và Atlanta, CNN International được thực hiện trên nhiều nền tảng truyền hình trên toàn thế giới và chủ yếu được phát sóng từ các studio bên ngoài Hoa Kỳ, ở London, Mumbai, Hong Kong và Abu Dhabi. Ở một số quốc gia, nó có sẵn dưới dạng kênh truyền hình miễn phí. Dịch vụ này nhắm đến thị trường nước ngoài, tương tự như BBC World News, France 24, DW, RT, CGTN, NHK World hay Al Jazeera English.

## Lịch sử

### Những năm đầu

Logo của CNN International từ năm 1985 đến 1995

CNN International, phần lớn là kết quả của ý tưởng toàn cầu hóa của Ted Turner, bắt đầu phát sóng vào ngày 1 tháng 9 năm 1985, lúc đầu chủ yếu phát sóng cho các khách doanh nhân Mỹ trong khách sạn. Studio đầu tiên của CNNI là tại tòa nhà studio ban đầu của CNN, được gọi là Techwood, nơi tất cả các kênh của Turner Broadcasting System tọa lạc vào thời điểm đó. Ngày nay, đây là nơi có khu phức hợp Turner Studios với các kênh giải trí. Các studio ban đầu khác ở Atlanta được đặt ở các góc khác nhau của Trung tâm CNN, và tòa soạn thậm chí còn thiếu đồng hồ kỹ thuật số. Phần lớn chương trình của mạng ban đầu bao gồm các chương trình mô phỏng của hai kênh CNN trong nước (CNN/US và Headline News). Tuy nhiên, vào năm 1990, số lượng chương trình tin tức do CNNI sản xuất đặc biệt cho khán giả quốc tế đã tăng lên đáng kể. Một khu phức hợp phòng thu và tòa soạn mới được xây dựng vào năm 1994, khi CNN quyết định cạnh tranh với chương trình tin tức của BBC World Service Television. CNNI nổi lên như một kênh tin tức quốc tế định hướng, với các nhân viên thuộc nhiều quốc gia khác nhau, mặc dù một số cáo buộc về khuynh hướng biên tập ủng hộ Mỹ vẫn tồn tại. CNN International đã được trao tặng Huân chương Tự do vào ngày 4 tháng 7 năm 1997. Ted Turner, khi thay mặt mạng nhận huy chương, nói: "Ý tưởng của tôi là, chúng tôi sẽ cung cấp cho mọi người sự thật... Chúng ta không cần phải thể hiện tự do và dân chủ là tốt, và thể hiện chủ nghĩa xã hội hay chủ nghĩa toàn trị là xấu. Nếu chúng ta chỉ cho họ thấy cả hai theo cách của họ... thì rõ ràng mọi người sẽ chọn tự do và dân chủ. " 

### Kỷ nguyên quốc tế mới (1995–2006)

Logo của CNN International từ ngày 1 tháng 2 năm 1995 đến ngày 31 tháng 12 năm 2005.

Vào năm 1995, giám đốc sáng tạo Morgan Almeida đã xác định một chiến lược đổi mới thương hiệu tiến bộ, nhằm nhắm mục tiêu thị trường toàn cầu đa dạng của CNNI, làm cho hình ảnh trực tuyến ít công khai hơn của Mỹ và mang tính thẩm mỹ "quốc tế" gọn gàng hơn, đơn giản hơn trong tương lai. Từ "Quốc tế" trong biểu trưng của kênh đã được thay thế bằng hình ảnh địa cầu và thương hiệu mới có nhiều địa điểm quốc tế được quay trong thời gian trôi đi, id kênh được tạo trong CGI với Velvet Design ở Munich và một thương hiệu tin tức được thiết kế với The Attik in New York.

### Cải tiến (2006–2009)

Logo của CNN International từ ngày 1 tháng 1 năm 2006 đến ngày 21 tháng 9 năm 2009.

Kênh này đã thực hiện một nỗ lực đổi thương hiệu lớn khác vào năm 2006 do Mark Wright và cơ quan Kemistry của London giám sát. Biểu tượng này được thay thế bằng một bộ lật, đồ họa trên màn hình được thống nhất hơn và từ tháng 10 năm 2007 đến tháng 8 năm 2008, các studio mới dần dần được tung ra. Tuy nhiên, vào ngày 1 tháng 1 năm 2009, CNN International đã thông qua "phần ba thấp hơn" mà CNN / US đã giới thiệu một tháng trước đó, lấy cảm hứng từ thiết kế hiện đại gọn ghẽ của nỗ lực đổi thương hiệu CNNI.
Ở Mỹ, CNNI Bắc Mỹ được phát qua đêm và vào cuối tuần trên kênh tài chính CNNfn, cho đến khi kênh đó sụp đổ vào tháng 12 năm 2004. Nó hiện có sẵn dưới dạng một kênh toàn thời gian độc lập, thường là một phần của các gói cấp cao của các nhà cung cấp dịch vụ đăng ký bao gồm Time Warner Cable, AT&T U-Verse, Verizon FiOS và Cox Communications.

### Vượt ra ngoài biên giới (2009–2013)
Trong suốt tháng 1 cho đến tháng 9 năm 2009, CNN International đã điều chỉnh thêm nhiều chương trình hướng tới khán giả châu Âu vào khung giờ vàng với một số ít có tiêu đề theo các nhân vật của CNN International, đáng chú ý nhất là chương trình phỏng vấn Amanpour. Vào ngày 21 tháng 9 năm 2009, kênh đã đưa ra khẩu hiệu mới "Go Beyond Borders", cùng với một logo mới và hợp nhất các chương trình tin tức chung của nó (World News, CNN Today, World News Asia, World News Europe and Your World Today) thành một bản tin duy nhất mang tên World Report..
Khẩu hiệu "Go Beyond Borders" nhấn mạnh quan điểm quốc tế cung cấp thông tin trong chuỗi này và sự đa dạng của khán giả. Với khẩu hiệu này, CNN cũng đề cập đến các nền tảng khác nhau để phổ biến nội dung của họ. Hình ảnh mới được tạo ra bởi bộ phận tiếp thị và sáng tạo, và công ty CNN Tooth & Nail. Một yếu tố quan trọng của việc đổi thương hiệu là một chương trình buổi tối mới bổ sung thêm việc phát sóng các chương trình Amanpour và World One. Sự lột xác của CNN International đã phải hứng chịu rất nhiều lời chỉ trích về cả dòng sản phẩm giờ vàng mới và đồ họa được thiết kế lại.
Vào ngày 11 tháng 1 năm 2009, trong nỗ lực cạnh tranh trực tiếp với Al Jazeera English, mạng lưới đã khai trương một trung tâm sản xuất mới: CNN Abu Dhabi, có trụ sở tại Các Tiểu vương quốc Ả Rập Thống nhất. Sau đó, CNN International đã điều chỉnh các chương trình kéo dài nửa giờ trong lịch trình của mình với một chương trình chính buổi tối mới dành cho khán giả Trung Đông, Prism.
Năm 2010, CNN International đã tung ra các chương trình mới cho đội hình buổi tối của mình để cải thiện lịch trình của mình. Năm 2011, các chương trình của CNN US đã được thêm vào lịch của CNN International, bao gồm chương trình trò chuyện Piers Morgan Live sau đó bị hủy bỏ và thay thế bằng CNN Tonight do Don Lemon thực hiện.